# Droit réel
Un droit réel est un droit subjectif qui porte sur une chose (jus in re), soit la maîtrise totale ou partielle qu'exerce une personne (le sujet du droit) sur une chose donnée (l'objet du droit). La caractéristique principale du droit réel est son opposabilité à tous (effet erga omnes). Il se distingue du droit personnel.
Le domaine du droit qui porte sur les droits réels s'appelle le droit des biens (ou simplement droits réels).

## Généralités
Le sujet du droit est susceptible de se présenter sous diverses formes. Une seule personne peut profiter de toutes les prérogatives du bien : il s'agit du cas de la propriété (Art 544 du Code Civil, ou 947 C.c.Q). Plusieurs personnes peuvent bénéficier en commun d'un bien ; c'est la copropriété. Une même chose peut être l'objet de plusieurs droits réels : ainsi en est-il du titulaire d'une servitude de passage qui exerce son droit sur un terrain appartenant à une autre personne (1177 C.c.Q). L'objet du droit réel, quant à lui, est nécessairement un bien, corporel ou incorporel, immobilier ou mobilier.
Le titulaire d'un droit réel tire directement avantage du bien objet de son droit sans devoir recourir à l'intervention d'une autre personne. Le contact est immédiat entre la personne et le bien, c'est pourquoi on parle d'un droit sur un bien. Le propriétaire d'une maison est ainsi justifié d'user, de jouir et de disposer librement et complètement de son bien (947 C.c.Q) sans requérir la permission d'autrui. La situation du locataire est différente puisque, n'étant pas titulaire d'un droit réel, mais d'un droit personnel, il n'a la jouissance du bien loué que par l'intermédiaire du bailleur (1851 C.c.Q).
Le droit réel donne accès à son titulaire aux utilités d’une chose. Il peut être principal : droit réel de propriété, droit de propriété démembré comme l’usufruit, ou encore l’emphytéose et le droit de superficie. Dans le cas inverse, il fait partie des droits réels accessoires : les droits réels résultant d’une sûreté réelle tels que l’hypothèque, le privilège, le nantissement ou le gage ainsi que la servitude, la charge foncière ou la rente constituée.

## Contenu
Le contenu spécifique est d'imposer à toute personne de s'abstenir de troubler la maîtrise du titulaire du l'objet du droit. Le droit réel comprend :
- un droit de suite (le droit suit la chose), caractéristique des sûretés réelles ;
- ainsi que d’un droit de préférence

## Controverse doctrinale
« Réel » vient de res en latin, qui signifie « chose ». Les droits réels portent directement sur une chose. Le droit de propriété est le droit réel le plus parfait puisqu'il réunit l'usus, l'abusus (droit de disposer) et le fructus.
Mais une doctrine (Shalev Ginossar, qui sera repris par Frédéric Zénati) propose d’exclure le droit de propriété du domaine des droits réels.[réf. nécessaire].
En effet, le droit réel ne serait qu’un droit donnant accès aux utilités de la chose d’autrui, ce qui le distingue du droit de propriété. Le droit réel étant selon cette doctrine une chose appropriable il est donc un bien. Si le droit de propriété est un droit réel il est donc lui aussi un bien. Dès lors le droit de propriété doit être approprié par un droit de propriété qui doit lui aussi être approprié, etc. La boucle est sans fin, d’où la distinction entre droit réel et droit de propriété[réf. nécessaire].